# Национален отбор по футбол на Саудитска Арабия
Националният отбор на Саудитска Арабия по футбол представя страната на международни срещи. Контролира се от футболната федерация на Саудитска Арабия. Член е на ФИФА, отборът има четири участие на Световно първенство по футбол, като през 1994 година достига до осминафинал. Отборът е шампион на Азия три пъти – през 1984, 1986, 1996 г., също така има и четири участия в турнира за Купата на конфедерациите, като през 1992 г. достига до финал.

## България – Саудитска Арабия
| Дата             | Място    | Събитие    | Отбор            | Резултат | Отбор    | ФИФА |
| ---------------- | -------- | ---------- | ---------------- | -------- | -------- | ---- |
| 11 юни 1992      | Рияд     | Приятелски | Саудитска Арабия | 1:0      | България | Дa   |
| 12 октомври 2010 | Истанбул | Приятелски | Саудитска Арабия | 0:2      | България | Дa   |
| 13 ноември 2017  | Рияд     | Приятелски | Саудитска Арабия | 0:1      | България | Дa   |